# Driehoeksvaren
Driehoeksvaren (Gymnocarpium) is een geslacht van zeven soorten varens uit de familie Cystopteridaceae, waarvan er drie in Europa voorkomen.
Het zijn overblijvende terrestrische geofyten, die overwinteren met lange, dunne, kruipende rizomen. Fertiele en steriele bladen zijn gelijkvormig, lang gesteeld, driehoekig van vorm en ten hoogste aan de basis tweevoudig gedeeld. De deelblaadjes zijn veerspletig, het onderste deelblaadje is het grootst.
De sporenhoopjes zijn klein en liggen in rijen langs beide zijden van de nerven aan de onderzijde van het blad. Ze worden meestal niet afgesloten door een dekvliesje.
De gebogen driehoeksvaren (Gymnocarpium dryopteris) en de rechte driehoeksvaren (Gymnocarpium robertianum) komen, zij het zeer zeldzaam, in België en Nederland voor.

## Naamgeving
- Frans: Gymnocarpe
- Engels: Oakfern
- Duits: Eichenfarn

## Taxonomie
Het geslacht wordt soms ook tot de niervarenfamilie (Dryopteridaceae), de wijfjesvarenfamilie (Athyriaceae) of tot de familie Woodsiaceae gerekend.

## Soortenlijst[1]
- Gymnocarpium appalachianum Pryer & Haufler
- Gymnocarpium × brittonianum (Sarvela) Pryer & Haufler (Noord-Amerika)
- Gymnocarpium disjunctum (Rupr.) Ching (Noord-Amerika, Kamtsjatka, Sachalin)
- Gymnocarpium dryopteris (L.) Newman - Gebogen driehoeksvaren
- Gymnocarpium heterosporum Wagner
- Gymnocarpium jessoense (Koidz.) Koidz. – circumpolair
- Gymnocarpium oyamense (Baker) Ching. – Oost-Azië
- Gymnocarpium remotepinnatum (Hayata) Ching
- Gymnocarpium robertianum (Hoffm.) Newman - Rechte driehoeksvaren

Acystopteris · Cystoathyrium · Cystopteris · Gymnocarpium (Driehoeksvaren)
G. brittonianum · G. disjunctum · G. dryopteris (Gebogen driehoeksvaren) · G. fedtschenkoanum · G. jessoense · G. oyamense · G. robertianum (Rechte driehoeksvaren)
1. ↑  'Gymnocarpium' - The Plant List 1.1. Gearchiveerd op 22 februari 2020.